# Gamebuino
 (février 2024).
La mise en forme du texte ne suit pas les recommandations de Wikipédia : il faut le « wikifier ».
Les points d'amélioration suivants sont les cas les plus fréquents. Le détail des points à revoir est peut-être précisé sur la page de discussion.
- Les titres sont pré-formatés par le logiciel. Ils ne sont ni en capitales, ni en gras.
- Le texte ne doit pas être écrit en capitales (les noms de famille non plus), ni en gras, ni en italique, ni en « petit »…
- Le gras n'est utilisé que pour surligner le titre de l'article dans l'introduction, une seule fois.
- L'italique est rarement utilisé : mots en langue étrangère, titres d'œuvres, noms de bateaux, etc.
- Les citations ne sont pas en italique mais en corps de texte normal. Elles sont entourées par des guillemets français : « et ».
- Les listes à puces sont à éviter, des paragraphes rédigés étant largement préférés. Les tableaux sont à réserver à la présentation de données structurées (résultats, etc.).
- Les appels de note de bas de page (petits chiffres en exposant, introduits par l'outil «  Source ») sont à placer entre la fin de phrase et le point final[comme ça].
- Les liens internes (vers d'autres articles de Wikipédia) sont à choisir avec parcimonie. Créez des liens vers des articles approfondissant le sujet. Les termes génériques sans rapport avec le sujet sont à éviter, ainsi que les répétitions de liens vers un même terme.
- Les liens externes sont à placer uniquement dans une section « Liens externes », à la fin de l'article. Ces liens sont à choisir avec parcimonie suivant les règles définies. Si un lien sert de source à l'article, son insertion dans le texte est à faire par les notes de bas de page.
- La présentation des références doit suivre les conventions bibliographiques. Il est recommandé d'utiliser les modèles {{Ouvrage}}, {{Chapitre}}, {{Article}}, {{Lien web}} et/ou {{Bibliographie}}. Le mode d'édition visuel peut mettre en forme automatiquement les références.
- Insérer une infobox (cadre d'informations à droite) n'est pas obligatoire pour parachever la mise en page.

Pour une aide détaillée, merci de consulter Aide:Wikification.
Si vous pensez que ces points ont été résolus, vous pouvez retirer ce bandeau et améliorer la mise en forme d'un autre article.
 (février 2024).
Gamebuino est une marque de consoles de jeux portable Françaises open-source basées sur Arduino qui a gagné en popularité en tant qu'outil éducatif et plateforme de jeu rétro. Conçue pour encourager la créativité et l'apprentissage de la programmation, Gamebuino offre une expérience de jeu à l'ancienne tout en permettant aux utilisateurs de développer leurs propres jeux.

## Histoire
La marque a été créée par Aurélien Rodot en 2014 alors qu'il était étudiant à Saint-Etienne. La première version de la console a été introduite sur la plateforme de crowdfunding Indiegogo, suscitant un intérêt considérable de la part de la communauté des passionnés de jeux et de programmation, et un fort relais médiatique ,,,,. Le projet a récolté 33 164 € grâce à 805 contributeurs.

### Gamebuino "Classic"
Lancée en 2014, la Gamebuino Classic est dérivée des cartes Arduino Uno. Elle est équipée d'un processeur 8 bits ATmega328, de 2KB de RAM, et d'un écran noir et blanc de 84 x 48 pixels. La console possède un lecteur de carte SD qui permet de stocker les jeux. La programmation se fait exclusivement en C++ avec l'environnement de développement Arduino IDE.

### Gamebuino "META"
La Gamebuino META a été lancée sur en 2018 KickStarter. C'est une version plus évoluée possédant un écran couleur et des performances supérieures. En plus du C++, la console peut être programmée en Python, ce qui rend sa programmation plus accessible aux débutants. La Gamebuino META a bénéficié d'un fort relais médiatique, notamment à la télévision, et la presse,,. La console a remporté un prix de l'observateur du design 2018q ui récompense l'innovation par le design.
La Gamebuino META est équipée d'un processeur 32 bits SAM21D, de 32 KB de RAM, et d'en écran LCD couleur de 160x128 pixels.

### Poursuite du projet
À la suite de la dissolution de la société Aadalie créée par Aurélien Rodot pour commercialisera ces consoles, le projet a été repris par Jean-Marie Papillon début 2021.
Les consoles Gamebuino permettent à des amateurs de développer des jeux open source et de les publier sur le site de Gamebuino. Depuis sa création, le site recense environ 200 créations de jeux ou applications.

## Caractéristiques techniques
| Modèle                    | Gamebuino Classic             | Gamebuino META                 |
| ------------------------- | ----------------------------- | ------------------------------ |
| Lancement                 | 2014                          | 2018                           |
| Processeur                | ATmega328 8 bits              | ATSAMD21 32bits                |
| Fréquence                 | 16 MHz                        | 48 MHz                         |
| Ecran                     | 84 x 48 pixels, noir et blanc | 160 x 128 pixels, 65k couleurs |
| Audio                     | Buzzer 4 canaux               | Haut-parleur mono              |
| RAM                       | 2 KB                          | 32 KB                          |
| Flash interne             | 32 kB                         | 256 KB                         |
| Carte SD                  | 128 MB                        | 8 GB                           |
| Langages de programmation | C/C++                         | C/C++, Python, Javascript      |

## Communauté et éducation
L'une des forces de Gamebuino réside dans sa communauté active. Des forums en ligne, des tutoriels et des ressources éducatives sont disponibles pour aider les utilisateurs à apprendre à programmer des jeux, à résoudre des problèmes techniques et à partager leurs propres créations. Cette approche collaborative a contribué à faire de Gamebuino bien plus qu'une simple console de jeu, mais également une plateforme éducative dynamique.
Le site présente des tutoriels pour s'initier à la programmation.
L'exemple "Hello world" est présenté ici :
```
#include <Gamebuino-Meta.h>

void setup() {
  gb.begin();
}    

void loop() {
  while(!gb.update());
  gb.display.clear();

  // This is where most of the program takes place
  gb.display.print("hello, world");
}
```